# 黃祥任
黃祥任（1974年6月22日—），台灣人，台灣棋院六段職業圍棋棋士。

## 生平
2000年原可取得中國圍棋會九品職業棋士資格，台灣棋院成立時也因此聘任其為初段，是唯一由業餘身分被聘任的棋士。

## 升段紀錄
- 2000年3月4日 聘任初段
- 2000年6月1日 晉升二段 升段賽
- 2001年4月3日 晉升三段 升段賽
- 2004年6月13日 晉升四段 升段點
- 2007年1月16日 晉升五段 升段點

## 戰績

### 國內戰績
- 累積1冠軍6亞軍（冠軍總數129）

| 頭銜     | 期數  | 通算期數 | 備註                        |
| -------- | ----- | -------- | --------------------------- |
| 中環盃   | 第9屆 | 通算1期  | 第11屆亞軍（累積1冠1亞）    |
| 東鋼盃   |       |          | 第2屆亞軍（累積1亞）        |
| 新人王   |       |          | 第2屆亞軍（累積1亞）        |
| 魔戒盃   |       |          | 第1屆，第2屆亞軍（累積2亞） |
| 棋靈王盃 |       |          | 第3屆盃亞軍（累積1亞）      |

### 國際戰績
| 頭銜  | 年份 | 期數   | 最佳成績 |
| ----- | ---- | ------ | -------- |
| CSK盃 | 2003 | 第二屆 | 3負      |